# Либерија на Светском првенству у атлетици на отвореном 2023.
Либерија је учествовала на 19. Светском првенству у атлетици на отвореном 2023. одржаном у Будимпешти од 19. до 27. августа четрнаести пут. Репрезентацију Либерије представљала су 4 такмичара (3 мушкарца и 1 жена) који су се такмичили у 4 (3 мушке и 1 женска) дисциплине. ,
На овом првенству представници Либерије нису освојили ниједну медаљу. 

## Учесници
| Мушкарци: - Емануел Матади — 100 м - Џозеф Фанбулех — 200 м - Велингтон Заза — 110 м препоне | Жене: - Грета Керекеш — 100 м препоне |  |

## Резултати

### Мушкарци
| Атлетичар      | Дисциплина | Лични рекорд | Квалификације | Квалификације | Полуфинале | Полуфинале | Финале               | Финале       | Детаљи |
| Атлетичар      | Дисциплина | Лични рекорд | Резултат      | Место         | Резултат   | Место      | Резултат             | Место        | Детаљи |
| -------------- | ---------- | ------------ | ------------- | ------------- | ---------- | ---------- | -------------------- | ------------ | ------ |
| Емануел Матади | 100 м      | 9,98 НР      | 10,13 КВ      | 3. у гр. 3    | 10,04      | 4. у гр. 2 | Није се квалификовао | 11 / 55 (56) |        |
| Џозеф Фанбулех | 200 м      | 19,83 НР     | 20,42 КВ      | 2. у гр. 3    | 20,21 кв   | 4. у гр. 3 | 20,57                | 9 / 54 (57)  |        |

### Жене
| Атлетичарка   | Дисциплина    | Лични рекорд | Квалификације | Квалификације | Полуфинале            | Полуфинале            | Финале                | Финале  | Детаљи |
| Атлетичарка   | Дисциплина    | Лични рекорд | Резултат      | Место         | Резултат              | Место                 | Резултат              | Место   | Детаљи |
| ------------- | ------------- | ------------ | ------------- | ------------- | --------------------- | --------------------- | --------------------- | ------- | ------ |
| Ебони Морисон | 100 м препоне | 12,74        | 12,92(.925)   | 6. гр. 5      | Није се квалификовала | Није се квалификовала | Није се квалификовала | 26 / 43 |        |